# إريك كول (لاعب هوكي الجليد)
إريك كول (بالإنجليزية: Erik Cole) (و. 1978  م) هو لاعب هوكي الجليد أمريكي، ولد في أوسويغو، شارك في الألعاب الأولمبية الشتوية 2006، مركز لعبه هو جناح ‏.

## التعليم
تعلم في Clarkson University ‏.

## جوائز
حصل على جوائز منها:
- كأس ستانلي.

## روابط خارجية
- إريك كول على موقع دوري الهوكي الوطني (الإنجليزية)
- إريك كول على موقع EliteProspects.com (الإنجليزية)
- إريك كول على موقع Eurohockey.com (الإنجليزية)
- إريك كول على موقع HockeyDB.com (الإنجليزية)
- إريك كول على موقع Hockey-Reference.com (الإنجليزية)
- إريك كول على موقع أوليمبيديا (الإنجليزية)